# Srbosjek

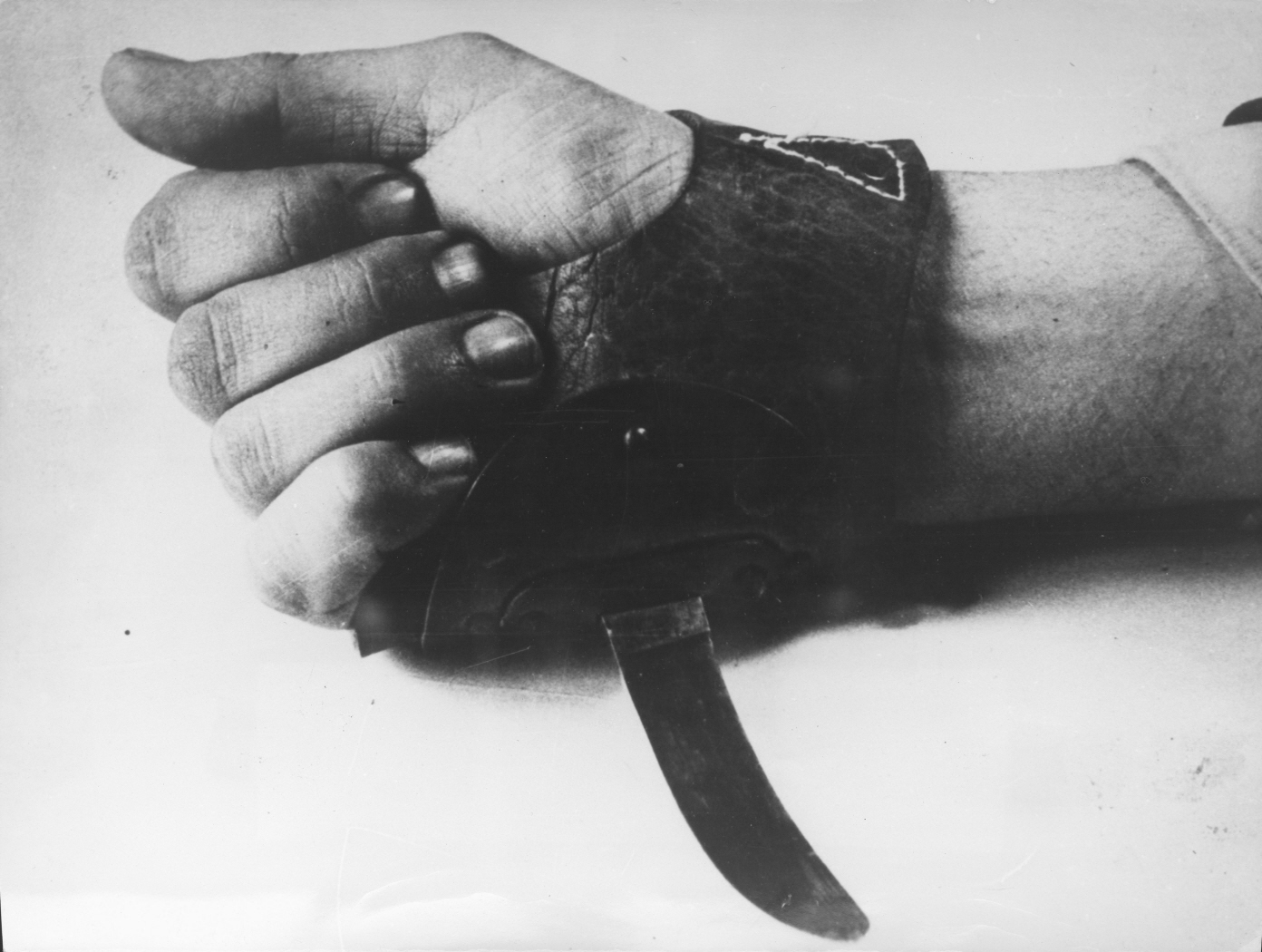
Il srbosjek consiste in un coltello unito ad un apposito guanto

Il srbosjek (che in croato significa "tagliaserbo") era un'arma utilizzata dagli ustascia dello Stato Indipendente di Croazia durante la seconda guerra mondiale per la rapida uccisione di prigionieri nei campi di concentramento. Il srbosjek trovò principalmente utilizzo nel campo di concentramento di Jasenovac contro i prigionieri etnici (serbi, ebrei e rom) e anche contro un gran numero di appartenenti alla resistenza partigiana o presunti tali.

## Utilizzo
Tale arma, prodotta dalla ditta tedesca Gebrüder Gräfrath di Solingen con il nome Gräwiso già prima della guerra ed in origine utilizzata per raccogliere il grano, consisteva in un guanto di pelle al quale era fissata una lama di una decina di centimetri. Il guanto copriva giusto il palmo e il dorso della mano, lasciando libere tutte le cinque dita. La lama era fissata ad una piastra del guanto, in modo da non rischiare di causare ferite all'utilizzatore, e per non dover maneggiare un coltello a sé stante, il che aumentava la velocità d'uso. La lama era leggermente ricurva per permettere lo sgozzamento delle vittime con il minore sforzo possibile ed era quindi concepita per uccidere grandi quantità di persone.
Il srbosjek divenne tristemente famoso per le competizioni organizzate dagli ustaša a Jasenovac, in cui veniva premiato colui che riusciva a uccidere il maggior numero di prigionieri nel minor tempo. Uno dei vincitori di queste macabre scommesse fu Petar Brzica, studente del collegio francescano di Široki Brijeg, che la notte del 29 agosto 1942 riuscì a sgozzare 1.360 prigionieri, eccidio che gli valse l'appellativo di "re delle gole tagliate".